# Małżeństwo z kalendarza
Małżeństwo z kalendarza – komedia satyryczna napisana przez Franciszka Bohomolca i wystawiona po raz pierwszy na deskach Teatru Narodowego 4 marca 1766 r.
Jak pisze Mieczysław Klimowicz, „komedia ta zawarła w kształcie scenicznym problemy dyskutowane uprzednio w «Monitorze», takie jak rola cudzoziemskich specjalistów przy odbudowie Polski, obcych mieszczan, lokujących wielkie kapitały, sprawy tolerancji religijnej, awansu stanu trzeciego”.
Pan Staruszkiewicz, szlachcic osiadły na wsi i prowadzący gospodarstwo według tradycyjnych zwyczajów, chce wydać córkę Elizę za mąż. Jego kandydatem na męża dla Elizy jest pan Marnotrawski, polski szlachcic, który nie posiada własnego majątku, jest mocno zadłużony i obłudny, lecz potrafi pięknymi słówkami przekonać pana Staruszkiewicza do siebie. Eliza, choć żywi niechęć do pana Marnotrawskiego i sama kocha Ernesta, niemieckiego oficera, służącego w wojsku polskim, podporządkowuje się woli ojca. Pani Bywalska, siostra Staruszkiewicza, przekonuje brata, iż wybrał dla córki kiepskiego męża, jednak pan Staruszkiewicz pozostaje przy swoim, uważając, iż jego zięciem może zostać wyłącznie Polak. Koniecznie chce doprowadzić do ślubu jeszcze tego samego dnia, nawet wbrew woli córki, ponieważ przeczytał w kalendarzu, iż zawarty w tym dniu związek małżeński będzie szczęśliwy i udany.
Tymczasem planom pana Staruszkiewicza przeciwstawia się Agata, służąca pani Bywalskiej i Elizy. Do kupca Anzelma, któremu pan Marnotrawski winien jest pieniądze, Agata wysyła potajemnie list, w którym pisze, iż ślub został już zawarty a wszelkie długi zostaną pokryte z posagu Elizy. Anzelm przychodzi więc upomnieć się o pieniądze z długu i spotyka pana Staruszkiewicza. W trakcie ich rozmowy wychodzi na jaw dwulicowość Marnotrawskiego. Pan Staruszkiewicz zmienia swą opinię o Marnotrawskim i gdy ten przychodzi, by porozmawiać o posagu, dostaje odpowiedź odmowną. W trakcie rozmowy dochodzi do rękoczynów. Na ratunek Staruszkiewiczowi przychodzi Ernest. Pokonuje intruza i uzyskuje zgodę Staruszkiewicza na ślub z jego córką.